# Louis Joof
Louis Joof (auch Luis; geb. am 19. Juli 1989) ist eine gambische Beachvolleyballspielerin.

## Karriere
Im Januar 2011 wurde ein gambisches Nationalteam in Dakar (Senegal) Dritter in der ersten Runde der Qualifikation für die Olympischen Sommerspiele 2012 und qualifizierte sich für die zweite Runde. Dort nahmen im Juli in Sierra Leone Saffie Sawaneh/Abie Kujabi und Sainabou Tambedou/Louis Joof teil und belegten Platz sechs. Joof spielte zu dieser Zeit bei Gamtel/Gamcel.
Über weitere nationale oder internationale Einsätze ist nichts bekannt.